# سیارک ۳۳۹۴
سیارک ۳۳۹۴ (به انگلیسی: 3394 Banno، نامگذاری:1986DB) سه هزار و سیصد و نود و چهارمین سیارک کشف شده‌است که در ۱۶ فوریه ۱۹۸۶ کشف شد.
قدر مطلق سیارک برابر ۱۳٫۴۰ است.